# Елин, Георгий Анатольевич
Георгий Анатольевич Елин (6 августа 1951, Москва — 18 марта 2021, там же) — российский журналист и редактор, художник, прозаик, поэт, переводчик. Член Союза журналистов (1980) и Союза писателей СССР (1991), после разделения союзов — СП Москвы (c 1993).

## Биография
Родился в семье медработника и домохозяйки: отец — Пепелин Анатолий Георгиевич, участник Великой Отечественной войны, врач-венеролог (1926—1987), мать — Пепелина (Смирнова) Нина Васильевна (1924—1995). В 1965 г. родители расстались: наличие у отца другой семьи и «тайного» сына навсегда развело подростка с отцом.
Отец ушёл на фронт из МГАХУ памяти 1905 года, хотел, чтобы его наследник стал художником, и всё школьные годы сын посещал ИЗОстудию при ГМИИ им. А. С. Пушкина, в 1966 году получил Диплом 1-й степени на столичной ИЗОолимпиаде.
В 1965-м начал писать стихи и прозу. 15 мая 1973 года под псевдонимом «Георгий Елин» дебютировал в «Вечерней Москве» с поэтами Литстудии при МГК ВЛКСМ, где вместе с Борисом Камяновым, Виктором Гофманом, Сергеем Гончаренко, Егором Самченко и другими посещал семинар Евг. Евтушенко и Бориса Слуцкого.
После школы три года работал художником на военной киностудии МО СССР и в «Воениздате». C 1973 по 1979-й учился в Литературном институте в поэтических семинарах Евгения Винокурова и Егора Исаева, защитил диплом стихами. Публиковал стихи и переводы в столичных изданиях, альманахах «День поэзии» 1976 и 1980, сборнике студентов ЛИ «Тверской бульвар, 25» (1982), «Современная вьетнамская поэзия» (1982) и др. Учась на вечернем отделении, работал литсотрудником многотиражки Второго часового завода. Одновременно с получением диплома вступил в Союз журналистов СССР.
В 1981 г. дебютировал как прозаик в еженедельнике «Литературная Россия», где до 1989 года работал в отделе русской литературы. В 1986 году в изд-ве «Советский писатель» выпустил книгу «Точка росы. Рассказы, повесть». Темами ранней прозы молодого автора были старомосковский городской быт, столкновение характеров, поиск юными героями своего места в жизни. В 1991-м по рекомендациям Александра Володина и Михаила Рощина стал членом Союза писателей СССР.
С 1989 по 2013 работал в редакциях столичных журналов и газет:
- «Огонёк» — литсотрудник отдела литературы (1989 — 90). С назначением главным редактором Виталия Коротича (1986), редактором отдела был назначен Олег Хлебников, который пригласил на работу критика Владимира Вигилянского, поэта Дениса Новикова, прозаика Георгия Елина. В конце 1990 г. они и ещё восемь сотрудников (Дм. Бирюков, В.Глотов, С.Клямкин и др.) не стали продлевать контракт на следующий год и вскоре зарегистрировали собственный литературно-художественный журнал «Русская виза».
- «Русская виза» — ответственный секретарь (1991 — 93). Спонсором и издателем выступил петербургский предприниматель Марк Горячев, приглашенный сотрудником журнала поэтом Андреем Черновым. Кроме бумажной версии журнала, в ИД «Русская виза» выходил одноимённый ТВ-дайджест, где вместе с петербургским режиссёром Валерием Смирновым Г.Елин сделал фильмы «Так неспокойно на душе… / Драматург Александр Володин» и «Пловец / Эмигрант Пётр Патрушев». После загадочного исчезновения Горячева журнал и теледайджест прекратили существование в 1994[уточнить] году.
- «Московские новости» — выпускающий редактор русской версии «The New-York times» (1992 — 94). Российский проект издания «Нью-Йорк таймс / Недельное обозрение» был предпринят американским издателем NYT А. О. Сульцбергером-мл. и редакцией «МН» как коммерческий. Содержание 16-полосной газеты формата А-2 комплектовалось в США, откуда диппочтой в московскую редакцию поступали статьи и иллюстративный материал. Перевод текстов осуществляла группа переводчиков МИД, которой руководил поэт и переводчик-синхронист Секретариата ООН Геннадий Русаков. С развитием Интернета газета стала нерентабельной и в феврале 1994-го была закрыта американской стороной.
- «МН / Израильский выпуск» — главный редактор (1994 — 95). Еженедельный дайджест избранных статей «МН» в плёнках отправлялся в Израиль, где входил в пакет московских газет, печатавшихся на русском языке в издательстве «Новости недели» (г.Тель-Авив).
- «Стас» — главный редактор (1995 — 97). Журнал композитора, продюсера и основателя рок-группы «Цветы» Стаса Намина издавался ИД «Passpot International» (владелец Виктор Бондаренко), печатался в типографии «Europlanning» (г. Верона, Италия)[3] .
- «Paris-Match» (русская версия) — зам. гл. редактора (1997 — 98). Совместный проект знаменитого французского журнала и российского Издательского дома «Ашет Филиппаки пресс». Первая попытка выйти на журнальный рынок РФ была предпринята в 1991 году, но после августовского путча остановлена на выпуске двух номеров. Новая попытка возобновить журнал в России была пресечена в сентябрьский дефолт 1998 года.
- «Крокодил» — и. о. главного редактора (2000). Очередная попытка реанимировать старейший советский сатирический журнал. Также в проекте приняли участие арт-директор, автор нового логотипа и дизайн-макета Илья Климов, Влад Васюхин (зам. гл. редактора) и Юлия Гукова (главный художник).[4]. Презентация проекта состоялась 3 марта 2000 г. После его закрытия редактор удостоился звания «могильщик журналов».[5].
- ИД «Парад» — главный редактор журналов «Хлебное дело» и «Экспресc — Internet» (2005—2008). Журналы Российской Гильдии пекарей и кондитеров (РОСПиК) и РЖД.
- «New Times / Новое время» — выпускающий редактор (2009—2010, 2013). Общественно-политический журнал ИД «REN-TV» Ирены Лесневской, главный редактор Евг. Альбац.

С 2013 года работает над литературным проектом, началом которого стала итоговая «Книжка с картинками» (2008).
2016 — Выпустил электронную версию собственного проекта «Мой XX век» (Дневники 1966—2000) -
http://prozhito.org/person/323

## Журналистика
С 1980 года работая в «Литературной России», регулярно делал т. н. «беседы» с советскими писателями, которых заодно портретировал, и за четверть века эти портреты сложились в обширную галерею — фотографии Арсения Тарковского, Бориса Слуцкого, Давида Самойлова, Виктора Конецкого, Александра Володина, Виктора Шкловского, Григория Бакланова, Виктора Астафьева, Валентина Берестова, Геннадия Русакова, Ксении Драгунской, Михаила Яснова, Бориса Жутовского, Григория Кружкова и др. широко публиковались и многократно размножены в Интернете.
- Евг. Евтушенко: «Моя жизнь прошла между Политехническим и Лубянкой» (беседа Г.Е). Новая газета № 25, 15-18 июля 1999. С. 7-8.

http://www.evtushenko.net/ge.html
- Александр Филиппенко: «Памятник безымянному стиляге» (беседа Г. Е. — Шишкина, фото М.Штейнбока). Огонёк, 12 июля 1999. № 28. С. 38-43.
- Борис Химичев: «Доронина швыряла в меня всё, кроме книг» (беседа Г. Е. — Шишкина, портрет В.Локтева). Караван историй, 1999. С. 84-92.
- Елин Г. «Обнаженная с флагом» (Личный опыт Амалии Мордвиновой). Фото В. Клавихо. «Домовой», 27 окт. 1999. № 11. С. 52-57.
- Елин Г. «Донжуаны былых времён» («День победы Михаила Рощина», «Аркадий Арканов — под сенью попугайских крыл»). Фото В.Плотникова. «Домовой» № 4 — 2000. С. 44-49.
- Анатолий Гладилин: «Сахаров меня пытался отговорить» (беседа Г.Е). Новая газета, 21-23 мая 2001. № 34. С. 21-22.

http://www.rulit.me/books/saharov-menya-pytalsya-otgovorit-intervyu-read-119245-1.html
- Василий Бетаки: «Моя затянувшаяся командировка» (Беседа Г.Е). «Иные берега», № 2 / 14 — 2009. С. 44-47.

http://www.inieberega.ru/node/159
- Феликс Ветров: «Я благодарен очень многим людям» (Беседа Г.Е). «Иные берега», № 4 / 16. — 2009. С. 23-29.

http://www.inieberega.ru/node/201
- Елин Г. «Былая „Слава“». Русский журнал, 19 сент. 2011.

http://russ.ru/pole/Bylaya-Slava
- Елин Г. «Мужик с топором» (А.Сёмочкин получил Пушкинскую премию). Новая газета от 29 мая 2013. № 57. С. 22.

http://www.novayagazeta.ru/arts/58355.html

## Книги и публикации
- Елин Г. — Бан Тай Доан (с вьетн.). «Современная вьетнамская поэзия» (сост. Е.Руденко). «Прогресс», М., 1981. 350 с., тираж 35 тыс. экз. С. 35-42.
- Андрей Платонов: «Труд есть совесть / Из записных книжек разных лет» (публикация М.Платоновой и Г.Е). ЛР, 18 дек. 1981. № 51. С. 8-9. То же — А. Платонов. Собр. Сочинений в 3 тт. «Сов. Россия», М., 1985. Том 3, С. 541—550.
- Елин Г. «Точка росы» (Рассказ в сб. «Категория жизни», сост. А. Брагин). С. 237—250. «Молодая гвардия», М., 1985. 432 с. 200 тыс. экз.
- Елин Георгий «Точка росы. Рассказы, повесть». «Советский писатель», М., 1986. 280 с., тираж 30 тыс. экз.
- Елин Г. «Мы живём, не унываем…» (Советская нецензурная частушка). «Огонёк» № 48 — 1990. С. 10-11.

http://ic.pics.livejournal.com/vadim_i_z/4399805/620737/620737_original.jpg
http://ic.pics.livejournal.com/vadim_i_z/4399805/621019/621019_original.jpg
- Елин Г. «Просозидавшийся» (Смерть Поэта). Памяти Юрия Карабчиевского. «Стас» № 2 — 1995. С. 68-70.
- Елин Г. «Пушкин и его звезда» (Из книги «Мальчишник»). «Огонёк», июнь 1998. № 22. С. 50-52. https://archive.today/20150917140242/http://www.ogoniok.com/archive/1998/4557/22-50-52//
- Елин Г. модель» (Из книги «Мальчишник»). «Огонёк», июнь 1998. № 26. С. 54-56./
- Елин Г. "Командир «Очакова» (Из книги «Мальчишник») «Огонёк», июль 1998. № 28. С. 58-59.
- Елин Г. «Не меценаты мы, не спонсоры». «Знамя» № 7 — 1999. С. 171—173.[6]

Публикация в Журнальном зале http://magazines.gorky.media/znamia/1999/7/konfer.html
- Елин Г. «Теоретик чувств» — предисловие к Записным книжкам Андрея Платонова «Всенародная инсценировка». Новая газета № 33, 9-12 сент. 1999. С.6.[7].
- Елин Г. «Мученье вещества» (вступление к Записным книжкам Андрея Платонова). «Огонёк», 27 сент. 1999. № 26. С. 26.
- Елин Г. «Последний житель спалённой деревни, или Своя война» (текст и фото). Новая газета, 21-24 июня 2001. № 42. С. 6-7.

https://web.archive.org/web/20160304204317/http://2001.novayagazeta.ru/nomer/2001/42n/n42n-s08.shtml
- Елин Г. «Слоны хохочут беззвучно» (Первые наброски к портрету Виктора Конецкого). Новая газета, 17 июня 20002. № 42.

https://archive.today/20150917140316/http://old.novayagazeta.ru/data/2002/42/37.html
- Елин Г. «Неукротимая Матильда Кшесинская». Вокруг света, июль 2003, № 7. С. 184—190.

http://www.vokrugsveta.ru/vs/article/543/
- Елин Г. «Достояние клана Борджиа». «Вокруг света, окт. 2003. № 10. С. 198—203.»

http://www.vokrugsveta.ru/vs/article/592/
- Елин Г. «Хождение по мукам» (Судьба Наталии Крандиевской). Вокруг света, июнь 2004. № 6. С. 161—168.

http://www.vokrugsveta.ru/vs/article/321/
- Елин Г. «Фиаско тайного советника» (С. Ю. Витте). Вокруг света, июнь 2004. № 6. С. 121—128.

http://www.vokrugsveta.ru/vs/article/314/
- Елин Г. Воспоминания в сб. «Дорогой наш Капитан. Книга о Викторе Конецком» (составитель Т.Акулова). «Текст», М., 2004. 366 с., тираж 3 тыс. экз. С. 241—247. — ISBN 5-7516-0449-0.

http://www.baltkon.ru/about/memo/detail.php?ID=936
- Елин Г. в сб. «О Володине / Первые воспоминания». 8 фотографий (стр. — 8, 36, 77, 142, 143, 149). «Петербургский театральный журнал». С-Пб, 2004. 208 c., 2 тыс. экз. — ISBN 5-8452-0337-6.
- Елин Г. «Товарищеский суд. Уроки Бориса Слуцкого» — в сб. «Борис Слуцкий. Воспоминания современников» (Составитель П.Горелик). С. 480—488. Изд. «Нева», СП-б. 560 с., 1200 экз. — ISBN 5-87516-069-1.
- Елин Г. «Человек в цилиндре» (Уинстон из рода Черчиллей). Вокруг света, январь 2005. № 1. С. 176—183.

http://www.vokrugsveta.ru/vs/article/533/ 
- Елин Г. «Александр Бенуа». Вокруг света / Хронограф — 2005. С. 108—111.

http://www.vokrugsveta.ru/chronograph/587/
- Лир Т. (Проф. Лир) «Наука обольщать» (Самоучитель по знакомству и соблазнению). (В Оглавлении по первым буквам глав — «Мучебник Георгия Елина») ИД «Профлирт», М., 2005. 472 с. — ISBN 5-94661-126-7.

http://www.bookriver.ru/book/177328
- Елин. Г. «Из дневника старого литроссийца (1980—1988)» (текст, фото). ЛР, 25 янв. 2008. № 04. С. 8-10.

http://old.litrossia.ru/2008/04/02410.html
- Елин Г. А. «Незнаменитый классик» (Валентин Берестов). ЛР, 11 апреля 2008, № 15. С. 10-11.

http://text.express/issue_short-stories/117-georgiy-elin-neznamenityy-klassik.html
- Елин Г. «Парадоксов друг» (Владимир Голобородько). ЛР, 14 марта 2008, № 11.

http://old.litrossia.ru/2008/11/02621.html
- Елин Г. «Доверчивый ёрник» (Виктор Астафьев). ЛР, 15 февраля 2008, № 7.

http://old.litrossia.ru/2008/07/02518.html
- Елин Г. «Игра с самим собой» (Денис Новиков). ЛР, 30 мая 2008, № 22.

http://old.litrossia.ru/2008/22/02958.html
- Елин Георгий, «Книжка с картинками» (Рассказы. Истории. Портреты. Дневники). ИД «Парад», М., 2008. 448 c. 1 000 экз. (первый завод) — ISBN 978-5-8061-0128-1.[9],[10],[11].

(То же на ютубе — https://www.youtube.com/watch?v=nHWGQYV2e80 )

## Редакторская работа
В писательском еженедельнике «Литературная Россия» (1980—1989) отвечал за работу с начинающими писателями, дал возможность впервые опубликоваться многим молодым авторам..
В декабре 1988 г. — вместе с А.Баталовым, М.Левитиным, Ю.Нагибиным, В.Огневым, Ю.Томашевским, М.Чудаковой и др. вошел в Комиссию по литературному наследию Ю. К. Олеши. (Постановление секретариата СП СССР от 30 дек. 1988 г.)
8 сентября 1989 года — к Первому Булгаковскому празднику на Патриарших — вместе с А. Кабаковым, С.Адамовым, А. Збарским, Д. Поповым, А.Титовым, Н. Михайловским, Л.Лейбо и др. выпустили газету «МАСТЕР». (Издатель — Объединение «Всесоюзный молодёжный книжный центр Госкомпечати СССР», Типография ЛГ)
Работая в отделе литературы ж-ла «Огонёк», подготовил для «Библиотечки „Огонька“»:
- Андрей Платонов, «Деревянное растение» / Из записных книжек. (Предисловие и комментарий — Г. Е.). Библиотека «Огонёк» № 16 — 1990. М., из-во «Правда». — 48 стр., 150 тыс. экз. — ISSN 01322095.

http://www.e-reading.by/bookreader.php/45110/Platonov_-_Derevyannoe_rastenie.html
В библиотеке ImWerden — https://imwerden.de/publ-4766.html
В библиотеке Максима Мошкова — http://lib.guru.ua/PLATONOW/r_rastenie.txt
После сдачи в производство книги АП «Деревянное растение», которая завершила многолетнюю работу над Записными книжками Платонова, передал 1-й машинописный экз. (285 лл.) в ЦГАЛИ (Акт передачи от 20 июля 1989), второй экз. — дочери Платонова. Третий экземпляр отсканирован и выложен в некоммерческой библиотеке ImWerden (Германия).
В 2000 году изд-во ИМЛИ РАН «Наследие» выпустило Записные книжки Андрея Платонова в максимально полном виде тиражом 1 тыс. экз. (в предисловии Н.Корниенко упомянута работа Г.Е). Через шесть лет издание было идентично повторено — с посвящением ушедшей из жизни дочери Платонова Марии Андреевне. — ISBN 5-9208-0002-X.
http://uni-persona.srcc.msu.ru/site/authors/platonov/platonov.htm
Редактировал другие выпуски «огоньковской» серии:
- Михаил Успенский, «Из записок Семёна Корябеды» (Рассказы). Библиотека «Огонёк» № 9 — 1990. М., из-во «Правда». — 48 стр., 150 тыс. экз. — ISSN 01322095.
- Александр Володин, «Одноместный трамвай» (фото на обложке — Г. Е.). Библиотека «Огонёк» № 11 — 1990. М., из-во «Правда». — 48 стр., 150 тыс. экз. — ISSN 01322095. По мотивам книжки в теледайджесте «Русская виза» был снят фильм «Александр Володин: „Так неспокойно на душе…“» (Идея и консультации Г. Е., режиссёр Валерий Смирнов, в 1993 году фильм продан киностудии «Лентелефильм». http://kino-cccp.net/load/1-1-0-386
- Кир Булычёв, «Апология» (Исторические фантазии). Библиотека «Огонёк» № 34 — 1990. М., из-во «Правда». — 48 стр., 150 тыс. экз. — ISSN 10322095.

В январе 1991 года — вместе с Л.Прудовским, А.Гербер, Л.Жуховицким, А.Злобиным, И.Иртеньевым и А. Кабаковым вошел в редколлегию ж-ла «Литературные записки». Тогда же (на деньги С.Юрьенена, который бесплатно предоставил журналу свою повесть) вышел один номер, ставший и последним.
28 июня 1991 года совместно с Д.Бирюковым, В.Вигилянским, С.Клямкиным, О.Немировской, М.Пекелисом, В.Глотовым и О.Хлебниковым выступил учредителем журнала «КОСМОПОЛИС (Русская виза)». Свидетельство о регистрации № 2022.
В 2000 году выиграл конкурс с целью реанимировать журнал «Крокодил», который новый владелец, желая добавить в него программу ТВ, намеревался превратить в еженедельник (всю свою предыдущую историю журнал выходил с периодичностью в 10 дней). Согласно контракту, за январь-апрель выпустил 10 номеров, после чего заказчик отказался от проекта.
В 2005 году вернулся в ИД «Парад», где в 1995-97 г.г. выпускал журнал «Стас», но за четыре года ни один из начатых проектов не дал успешного коммерческого результата.
В 2009—2010, 2013 г.г. — выпускающий редактор журнала «New Times / Новое время».

## Личное
Был четырежды женат. Трое детей: Вероника Елина (1983), Александра Пепелина (1987), Антон Елин (1999).
Умер в 2021 году. Похоронен на Пятницком кладбище.